# TC Ohligs
Der Tennis-Club Ohligs 1914 e. V. auch „TCO“ oder „TC Ohligs“ genannt wurde im Jahr 1914 gegründet. Die Anlage und das Clubhaus liegen im Südwesten von Solingen in der Kiefernstr. 16a.

## Sportstätte
Die Anlage des TCO liegt inmitten eines Wohngebietes unmittelbar am Waldrand des Buchweizenberg zwischen den Stadtteilen Ohligs und Aufderhöhe. Der Club verfügt über 5 Sandplätze und einen Hallenplatz. Von der L-förmigen Sonnenterrasse kann man das Spielgeschehen auf allen 5 Außenplätzen bestens verfolgen.

## Mannschaften
Im TCO spielen derzeit 9 Herren-, 3 Damen- und 4 Jugendmannschaften. Die 1. Herrenmannschaft ist im Jahr 2022 aus der Regionalliga West aufgestiegen und spielt seit der Saison 2023 in der 2. Bundesliga.